# Sambuca Pistoiese
Sambuca Pistoiese olaszországi község (comune) Toszkána régióban, Pistoia megyében.

## Demográfia
A népesség számának alakulása:

## Látnivalók
- Santi Giacomo e Cristoforo-templom
- Santa Maria del Giglio-templom

## Testvérvárosa
- Amgala, Nyugat-Szahara